# みこと号

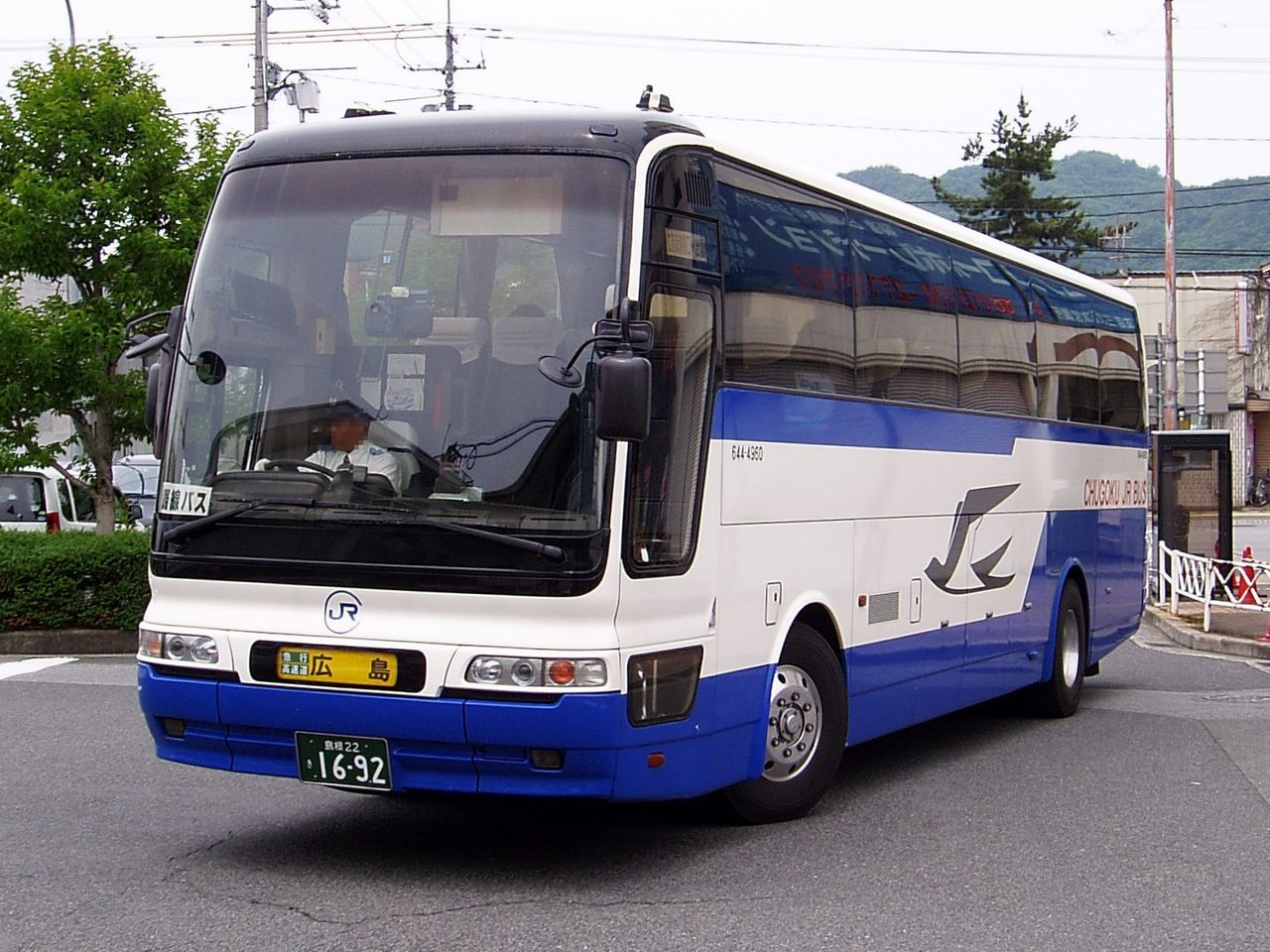
みこと号（中国JRバス）

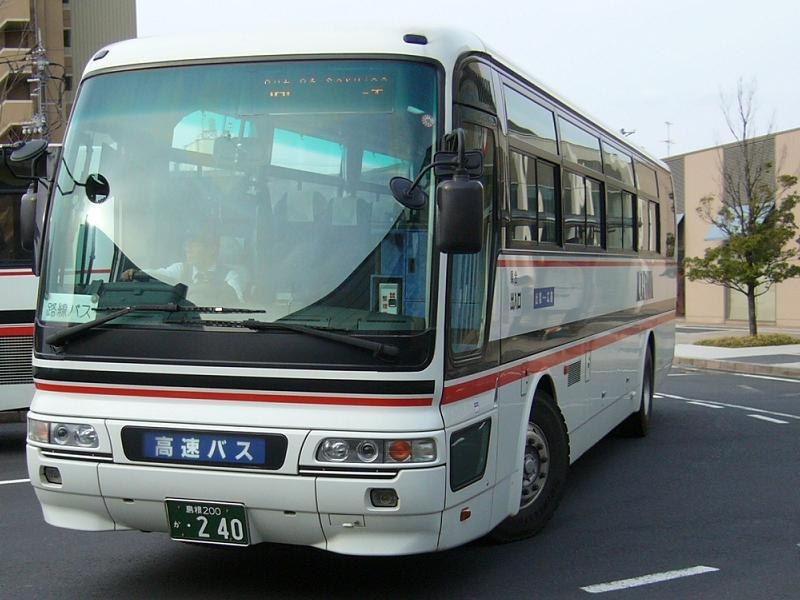
みこと号（一畑バス）

みこと号（みことごう）は、広島県広島市・三次市と島根県雲南市・出雲市を結ぶ路線バス（高速バス）である。

## 概要
広島市と出雲市の間を中国自動車道・松江自動車道経由で結ぶ路線で、1日9往復運行している。うち5往復は停留所が少ない特急便「スーパーみこと号」で、残りが急行便と位置づけられている。三次市以北では乗降も可能となっており、広島県備北地域・島根県雲南地域と広島市・出雲市を結ぶ役割も持つ（同様の役割を持つ高速バス路線としては、他にグランドアロー号や広島 - 三次 - 庄原 - 東城線がある）。
全便が座席指定制で、JRバス中国の窓口の他、発車オ〜ライネットで購入可能（コンビニエンスストアでは予約済み座席の決済・発券のみ可能）。当日空席がある場合に限り予約なしでも乗車でき、現金で支払うことができる。同一県内（広島 - 三次間など）での予約は当初からできない。
広島-出雲市間には往復割引の設定がある。また、県境を跨ぐ区間に限り、学割の設定がある。
一畑バス担当便では、一般路線で採用されている交通系ICカードや一畑電車の便利回数券は利用できない。

## 歴史
1989年に、JRバス中国と一畑電気鉄道がそれぞれ独自に運行を行っていた広島市 - 出雲市間のバス路線を共同運行形態に変更し、同時に一畑電鉄担当便に愛称を付与したものである。
JRバス中国による運行は、1934年創設の省営自動車雲芸本線・出雲今市駅 - 備後十日市駅間の開通にまでさかのぼることができる。その後、1952年に三次以南の雲芸南線が開通し、一般便の直通運転を開始。その後、急行便・特急便の設定、広島バスセンターへの乗り入れ、高速経由便の設定を経て、1989年の共同運行に至る（この時点で出雲市 - 広島1往復、出雲市 - 三次3往復の運行だった）。なお、雲芸線は普通便から撤退したものの、現在でも雲芸線の路線免許で運行している。
一方、一畑電鉄による運行は1972年に特急・急行バス松江線（現在のグランドアロー号）の派生路線「広島 - 出雲大社線」として開業したもので、1989年まで宍道経由の1往復だった。
- 1934年8月15日:省営自動車雲芸線、出雲今市（現・出雲市） - 備後十日市（現・三次）開業。
- 1957年8月:国鉄バス雲芸線、急行便運行開始。
- 1972年3月15日:一畑電気鉄道が単独で広島 - 宍道 - 出雲 - 大社間に特急バス（出雲大社線）を運行開始。
- 1986年:国鉄バス、中国自動車道経由で広島へ乗り入れる特急便の運行を開始。所要時間が3時間50分に因み「出雲350」という愛称で運行。一畑電鉄、広島自動車道・中国自動車道経由に変更。
- 1987年4月1日:国鉄分割民営化に伴い、雲芸線の事業主体が西日本旅客鉄道（JR西日本）中国自動車事業部に移管。
- 1988年4月1日:中国JRバス発足、JR西日本中国自動車事業部から雲芸線を含む路線バス事業を譲受。
- 1989年5月21日:一畑電鉄、出雲 - 大社間を廃止、運行経路を宍道経由から島根県道26号出雲三刀屋線経由に変更。同時に中国JRバスと共同運行化、愛称が正式に「みこと」となる。
- 2000年4月1日:一畑電鉄のバス事業分社化に伴い、一畑電鉄担当分が一畑バスに移管。
- 2013年4月1日:松江自動車道三次東JCT - 吉田掛合IC間開通にあわせて、ダイヤ改正を実施。改正内容は以下の通り。
  - 全便が国道54号経由から中国道・松江道（三次東JCT-三刀屋木次IC）経由に変更。これに伴い、国道54号沿いなどの20箇所のバス停を廃止[2] した上で、三次インターおよび松江道沿いの道の駅たかのと道の駅たたらば壱番地の計3箇所のバス停を新設する（下熊谷バスセンター以北の経路は従来通り）。また、経路変更により、休憩地が道の駅ゆめランド布野から中国道江の川PAに変更となる。これらの改正により、出雲市駅⇒広島バスセンター間の所要時間を急行便2時間55分（20分短縮）、特急便2時間47分（23分短縮）とする[3]。
  - 急行便を1往復増便し、2013年5月に行われる『出雲大社 平成の大遷宮』にあわせ、広島発の特急便1本が出雲大社まで延長運転する（出雲大社発はなし）。
- 2019年6月1日:ダイヤ改正　改正内容は以下のとおり。
  - 「神立橋」「上津」「出雲大社」の各停留所廃止及びスーパーみことを4便から10便に増便、みことを14便から8便に減便
- 2021年
  - 2月1日:新型コロナウイルス感染拡大防止の為、一畑バス運行便を運休（中国ジェイアールバスのみ運行）
  - 2月13日:新型コロナウイルス感染拡大防止の為の運休中の一畑バス運行便を、利用者の利便性を考慮して運休便を変更（当分の間、一畑バス担当便を中国ジェイアールバスが代替運行）
  - 10月1日:運行担当会社を一部持ち換え
- 2022年12月1日:ダイヤ改正。改正内容は以下のとおり。
  - 9往復から6往復に減便し、全便、「三次インター」、「道の駅たかの」に停車

## 運行会社
一畑バス
- 担当営業所：出雲支社（4往復）令和元年5月31日まで
- 担当営業所：出雲支社（2往復）、広島支社（2往復）令和元年6月1日から
- 一畑バス担当便の広島側運行支援業務は広島電鉄広島北営業課が担当。

JRバス中国
- 担当営業所：広島支店（1往復）・島根支店（4往復）令和元年5月31日まで
- 担当営業所：広島支店（2往復）・島根支店（3往復）令和元年6月1日から

## 運行経路・停車停留所
太字は停車停留所。広島駅新幹線口 - 広島バスセンター - 大塚駅相互間のみの利用は不可。

### 2019年6月1日以降
広島駅新幹線口 - 広島バスセンター - （中広出入口 - 広島高速4号線 - 沼田出入口） - 大塚駅 - （広島西風新都IC - 広島自動車道 - 中国自動車道） - 三次インター - （中国自動車道 - 松江自動車道） - 道の駅たかの - たたらば壱番地 - （松江自動車道 - 三刀屋木次IC - 国道54号） - 下熊谷バスセンター - （島根県道26号出雲三刀屋線) - （国道184号） - 出雲市駅
- 江の川PAで小休憩をとる。
- 令和元年6月1日より「出雲大社」「神立橋」「上津」の各停留所は廃止

### 2013年3月31日以前（国道54号経由時代の停留所）
太字は特急便（スーパーみこと）停車停留所。広島バスセンター - 大塚駅間のみの利用は不可。

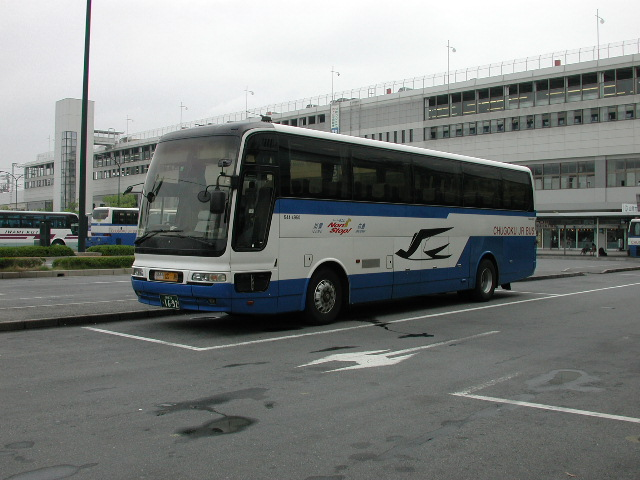
スーパーみこと

広島駅新幹線口 - 広島バスセンター - （中広出入口 - 広島高速4号線 - 沼田出入口） - 大塚駅 - （広島西風新都IC - 広島自動車道 - 中国自動車道 - 三次インター） - 三次駅 - （国道54号） - 大谷 - 下布野 - 上布野 - 天狗橋 - 横谷 - 赤名 - 中城子 - 来島 - 頓原 - 花栗口 - 恩谷 - 入間 - 掛合 - 掛合の里 - 多根 - 坂本橋 - 鍋山 - 三刀屋 - （国道54号） - 下熊谷バスセンター - （島根県道26号出雲三刀屋線） - 上津 - （島根県道26号出雲三刀屋線） - 神立橋 - （国道9号） - 出雲市駅
- 道の駅ゆめランド布野で10分間休憩していた。

## 運行車両
原則として4列シートのハイデッカーを使用する。JRバス中国便はトイレなしだが、一畑バス便はトイレ付きとなる。また、点検時には4列シートのスーパーハイデッカーが運用に入ることもある。